# Lithobates yavapaiensis
Lithobates yavapaiensis är en groddjursart som först beskrevs av James E. Platz och Frost 1984.  Lithobates yavapaiensis ingår i släktet Lithobates och familjen egentliga grodor. IUCN kategoriserar arten globalt som livskraftig. Inga underarter finns listade i Catalogue of Life.